# Биславек
Биславек (пол. Bysławek) — село в Польщі, у гміні Любево Тухольського повіту Куявсько-Поморського воєводства.
Населення — 388 осіб (2011).

## Демографія
Демографічна структура станом на 31 березня 2011 року:
|          | Загалом | Допрацездатний вік | Працездатний вік | Постпрацездатний вік |
| -------- | ------- | ------------------ | ---------------- | -------------------- |
| Чоловіки | 195     | 49                 | 124              | 22                   |
| Жінки    | 193     | 44                 | 103              | 46                   |
| Разом    | 388     | 93                 | 227              | 68                   |